# Lola Dueñas
Lola Dueñas est une actrice espagnole née le 6 octobre 1971 à Madrid.

## Biographie
Elle a reçu le Goya de la meilleure actrice pour Mar Adentro en 2005 et Yo, también en 2010 puis, en 2006, le Prix d'interprétation féminine du 59e Festival de Cannes, commun aux six actrices principales du film Volver de Pedro Almodóvar. Elle a par ailleurs obtenu la Coquille d'argent de la meilleure actrice au Festival de Saint-Sébastien 2009 pour Yo, también en parallèle au prix du meilleur acteur attribué à Pablo Pineda, son partenaire dans le film. 
À partir des années 2010, elle obtient des seconds rôles dans plusieurs films français.

## Filmographie

### Cinéma

#### Courts métrages
- 1992 : Bajo la arena de Raul Hernandez Garrido : Susana
- 1997 : Un, dos, tres, Taxi ! de Ricardo del Castillo : Niña
- 1997 : En medio de ninguna parte de Javier Rebollo : Lola
- 1997 : ... del Flaubert que leiste un dia gris de Pablo Valiente : Claudia
- 1999 : El equipaje abierto de Javier Rebollo : Amanda
- 1999 : Ella de Juan Carlos Claver
- 2000 : Una luz encendida d'Alber Ponte : Teresa
- 2000 : Nada de David Abajo, David Fernandez et Luis Santamaria Morales
- 2003 : En camas separadas de Javier Rebollo : la fille jeune
- 2003 : Ayer empezo todo de Jonay Garcia
- 2003 : 238 d'Andrés M. Koppel : Lola
- 2019 : Te le digo a mi d'Elena Trapé : Bea
- 2020 : Cet autre hiver de Margo Brière Bordier : Lili
- 2022 : Tormenta de verano de Laura Garcia Alonso : Nuria

#### Longs métrages
- 1998 : Mensaka de Salvador Garcia Ruiz : Cristina
- 1999 : Marta y alrededores de Nacho Pérez de la Paz et Jesus Ruiz : Elisa
- 2000 : Todo me pasa a mi de Miquel Garcia Borda : Txell
- 2000 : Las Razones de mis amigos de Gerardo Herrero : Ainhoa
- 2000 : Terca vida de Fernando Huertas : Estela
- 2001 : Todo me pasa a mi de Miquel Garcia Borda : Txell
- 2001 : Diminutos del calvario, segment El preciso orden de las cosas de Javier Rebollo
- 2002 : Piedras de Ramón Salazar : Daniela
- 2002 : Parle avec elle (Hable con ella) de Pedro Almodóvar : Matilde
- 2003 : Días de fútbol de David Serrano : Macarena
- 2004 : Mar adentro d'Alejandro Amenabar : Rosa
- 2005 : 20 centimètres (20 centimetros) de Ramón Salazar : Rebecca
- 2006 : Volver de Pedro Almodóvar : Sole
- 2006 : Ce que je sais de Lola (Lo que sé de Lola) de Javier Rebollo : Dolorès
- 2008 : À la carte (Fuera de carta) de Nacho G. Velilla : Alex
- 2009 : Étreintes brisées (Los Abrazos rotos) de Pedro Almodóvar : la liseuse sur les lèvres
- 2009 : Yo, también d'Álvaro Pastor et Antonio Naharro : Laura Valiente
- 2010 : Sin ella de Jorge Colon : Carmen
- 2011 : Angèle et Tony d'Alix Delaporte : Anabel
- 2011 : Les Femmes du 6e étage de Philippe Le Guay : Carmen
- 2013 : Les Amants passagers (Los Amantes pasajeros) de Pedro Almodóvar : Bruna
- 2013 : Suzanne de Katell Quillévéré : Irène
- 2013 : 10.000 noches en ninguna parte de Ramon Salazar : son amie
- 2014 : Stella Cadente de Lluis Miñarro : Eloïsa, la cuisinière
- 2014 : Os Fenomenos d'Alfonso Zarauza : Neneta
- 2014 : La Pièce manquante de Nicolas Birkenstock : Paula
- 2014 : Tiens-toi droite de Katia Lewkowicz : Marguerite
- 2014 : Alleluia de Fabrice Du Welz : Gloria
- 2015 : La Fille du patron d'Olivier Loustau : Virginia
- 2015 : Incidencias de José Corbacho et Juan Cruz : Nuria
- 2015 : Les Ogres de Léa Fehner : Lola
- 2017 : No sé decir adios de Lino Escalera : Blanca
- 2017 : Zama de Lucrecia Martel : Luciana Piñares de Luenga
- 2018 : Il se passe quelque chose d'Anne Alix : Dolorès
- 2018 : Voyage autour de la chambre d'une mère (Viaje al cuarto de una madre) de Celia Rico Clavellino : Estrella
- 2018 : 7 raons per fugir de Gerard Quinto, Esteve Soler et David Torras : Travail, segment Treball : l'épouse
- 2019 : Love Me Not de Luis Miñarro : Herodias
- 2021 : Robuste de Constance Meyer : Magali
- 2022 : Elle s'appelle Barbara de Sérgio Tréfaut : Madame Gonzalez
- 2023 : Bird Box: Barcelona d'Álex et David Pastor : Isabel
- 2023 : Dos Madres (Sobre todo de noche) de Victor Iriarte : Vera

### Télévision
- 1997 : A mi moda (téléfilm) de Nacho Pérez de la Paz
- 1998 : Periodistas (série télévisée), 1 épisode : Carmen
- 1998 : Entre naranjos (mini-série télévisée) de Josefina Molina
- 2000-2002 : Policias, en el corazon de la calle (série télévisée), 66 épisodes : Doctora Susana Ramos
- 2012 : Aida (série télévisée), 3 épisodes : Marisa
- 2019 : Instinto (série télévisée), 8 épisodes : Laura Mur Seco
- 2020 : Veneno (série télévisée), 3 épisodes : Faela
- 2023 : La Mesías (série télévisée), 4 épisodes : Montserrat

## Distinctions

### Récompenses
- Festival Toulouse Cinespaña 1998 : Prix d'interprétation féminine pour Mensaka
- Goyas 2005 : Goya de la meilleure actrice pour Mar Adentro
- Festival de Cannes 2006 : Prix collectif d'interprétation féminine pour Volver
- Festival de Saint-Sébastien 2009 : Coquille d'argent de la meilleure actrice pour Yo, también
- Goyas 2010 : Goya de la meilleure actrice pour Yo, también

### Nominations
- Goyas 2007 : Goya de la meilleure actrice dans un second rôle pour Volver
- Goyas 2018 : Goya de la meilleure actrice dans un second rôle pour No sé decir adios
- Goyas 2019 : Goya de la meilleure actrice pour Voyage autour de la chambre d'une mère